# Chrysocraspeda corallina
Chrysocraspeda corallina là một loài bướm đêm trong họ Geometridae.